# Guàrdia Civil (Israel)
|  | Per a altres significats, vegeu «Guàrdia Civil». |

La Guàrdia Civil (en hebreu: המשמר האזרחי) (transliterat: HaMixmar Ezrahi) és una organització de ciutadans voluntaris israelians que ajuda a les forces de la Policia d'Israel. La Guàrdia Civil ha estat creada amb el suport de la policia israeliana, que proporciona les armes, l'equipament, la capacitació i els agents necessaris a les bases locals de la Guàrdia Civil. Encara que la Guàrdia Civil forma part de la policia, el seu personal està format principalment per voluntaris civils. Els seus membres són capacitats per proporcionar una resposta inicial a una situació de risc fins que arribi la policia. La majoria de voluntaris de la Guàrdia Civil estan armats amb carrabines M1 i amb pistoles automàtiques (si l'usuari posseeix una llicència d'armes). La Guàrdia Civil està formada principalment per voluntaris que fan les patrulles (en cotxe o a peu). Passen a través de la formació bàsica i tenen poders policials mentre estan en servei. Poden detenir a una persona sospitosa si és necessari. El seu equip general consisteix en una armilla groga fluorescent de la policia, llanterna, ràdio, armes de foc, manilles i tot allò necessari en una patrulla. L'equip és retornat al final del torn. La majoria dels voluntaris duen a terme al voltant d'un torn a la setmana (2 a 4 hores), mentre que el requisit mínim és de 12 hores al mes. També hi ha Matmid (מתמי"ד) voluntaris que treballen més intensament. Els Yatam (ית"מ) són uns voluntaris que treballen principalment en el control del trànsit. Tots dos, els Matmid i els Yatam son policies voluntaris. Tenen gairebé totes les autoritats d'un agent de la policia regular. Els agents reben una capacitació avançada i l'uniforme convencional de la policia. La Guàrdia Civil també disposa d'equips de recerca i rescat), els seus membres han de passar per un entrenament addicional i tenen un major nivell de compromís (fan més hores que els voluntaris al mes).

## Història
La Guàrdia Civil es va establir el 10 de juliol de 1974, un grup de civils es van oferir per a fer patrulles nocturnes en la frontera prop dels barris, que van ser exposats a diversos atacs terroristes, i en particular després de la Massacre de Maalot del 15 de maig de 1974. Més tard, es van formar patrulles per ajudar a la policia en la lluita contra la delinqüència i la violència en el veïnat.

## Personal
En l'any 2004, la Guàrdia Civil va informar, que hi havia uns 70.000 voluntaris, el 28% d'ells eren dones. Uns 20.000 nous voluntaris es va unir aquest mateix any i uns 17.000 havien abandonat el servei. El perfil del voluntari típic és un home de entre 40 i 55 anys, de classe mitjana, casat i amb fills. A causa de l'alt nivell de compromís requerit, un 20% de tots els voluntaris van deixar de fumar durant el seu primer any de servei. Entre els anys 1974 i 2004, més de mig milió de ciutadans voluntaris van prestar servei amb la Guàrdia Civil.